# لعصيد (أولاد اربيعة)
لعصيد هو دُوَّار يقع بجماعة أولاد سبيطة، إقليم سيدي بنور، جهة الدار البيضاء سطات في المملكة المغربية. ينتمي الدوّار لمشيخة أولاد اربيعة التي تضم 24 دوار. يقدر عدد سكانه بـ 211 نسمة حسب الإحصاء الرسمي للسكان والسكنى لسنة 2004.

## روابط خارجية
- البوابة الوطنية للجماعات الترابية نسخة محفوظة 12 مارس 2018 على موقع واي باك مشين.
- المندوبية السامية للتخطيط